# Зеефельд-ін-Тіроль
Зеефельд-ін-Тіроль (нім. Seefeld in Tirol) —  громада округу Інсбрук-Ланд у землі Тіроль, Австрія. Громада налічує 3241 мешканців. Густота населення 186/км².  

## Географія
Зеефельд-ін-Тіроль лежить на висоті  1180 м над рівнем моря і займає площу 17,38 км².

### Клімат
Громада знаходиться у зоні, котра характеризується континентальним субарктичним кліматом. Найтепліший місяць — липень із середньою температурою 14.3 °C (57.7 °F). Найхолодніший місяць — січень, із середньою температурою -3.2 °С (26.2 °F).
| Клімат Зеефельда-ін-Тіроль | Клімат Зеефельда-ін-Тіроль | Клімат Зеефельда-ін-Тіроль | Клімат Зеефельда-ін-Тіроль | Клімат Зеефельда-ін-Тіроль | Клімат Зеефельда-ін-Тіроль | Клімат Зеефельда-ін-Тіроль | Клімат Зеефельда-ін-Тіроль | Клімат Зеефельда-ін-Тіроль | Клімат Зеефельда-ін-Тіроль | Клімат Зеефельда-ін-Тіроль | Клімат Зеефельда-ін-Тіроль | Клімат Зеефельда-ін-Тіроль | Клімат Зеефельда-ін-Тіроль |
| Показник                   | Січ.                       | Лют.                       | Бер.                       | Квіт.                      | Трав.                      | Черв.                      | Лип.                       | Серп.                      | Вер.                       | Жовт.                      | Лист.                      | Груд.                      | Рік                        |
| Абсолютний максимум, °C    | 14,5                       | 15,2                       | 19                         | 21,5                       | 27                         | 28,4                       | 32,2                       | 30,3                       | 28                         | 23                         | 17,9                       | 13                         | 32,2                       |
| Середній максимум, °C      | 2,2                        | 3,1                        | 6,3                        | 9,7                        | 15,3                       | 17,5                       | 20,2                       | 19,8                       | 16,4                       | 12,2                       | 5,1                        | 2,3                        | 10,8                       |
| Середня температура, °C    | −3,2                       | −2,8                       | 0,3                        | 3,7                        | 9,2                        | 11,8                       | 14,3                       | 13,8                       | 10,2                       | 5,9                        | 0                          | −2,5                       | 5,1                        |
| Середній мінімум, °C       | −6,9                       | −6,7                       | −3,7                       | −0,7                       | 3,9                        | 6,7                        | 9,1                        | 9,1                        | 6                          | 2,1                        | −3,3                       | −6,1                       | 0,8                        |
| Абсолютний мінімум, °C     | −26                        | −27,4                      | −23,1                      | −10,8                      | −4,5                       | −1,4                       | 1                          | 0,5                        | −4,8                       | −7,9                       | −21,2                      | −22                        | −27,4                      |
| Норма опадів, мм           | 74.8                       | 77.2                       | 80.6                       | 70.4                       | 97.8                       | 140.6                      | 153.4                      | 141.8                      | 92.8                       | 64.8                       | 85.8                       | 85.3                       | 1165.3                     |
| Днів з опадами             | 9,4                        | 10,4                       | 7,3                        | 4,4                        | 11,7                       | 5,4                        | 8,8                        | 7                          | 5,7                        | 4                          | 5,6                        | 5,1                        | 84,8                       |
| -------------------------- | -------------------------- | -------------------------- | -------------------------- | -------------------------- | -------------------------- | -------------------------- | -------------------------- | -------------------------- | -------------------------- | -------------------------- | -------------------------- | -------------------------- | -------------------------- |
| Джерело: Weatherbase       |                            |                            |                            |                            |                            |                            |                            |                            |                            |                            |                            |                            |                            |

|                                             |
| Зеефельд-ін-Тіроль на мапі округу та землі. |

 Адреса управління громади: Klosterstraße 43, 6100 Seefeld in Tirol. 

## Демографія
Історична динаміка населення міста за даними сайту Statistik Austria